# Калипатрија (Калифорнија)
Калипатрија (енгл. Calipatria) град је у америчкој савезној држави Калифорнија. По попису становништва из 2010. у њему је живело 7.705 становника.

## Демографија
Према попису становништва из 2010. у граду је живело 7.705 становника, што је 416 (5,7%) становника више него 2000. године.
| Група             | 2000.         | 2010.         |
| Белци             | 1.450 (19,9%) | 964 (12,5%)   |
| Афроамериканци    | 1.554 (21,3%) | 1.612 (20,9%) |
| Азијати           | 46 (0,6%)     | 95 (1,2%)     |
| Хиспаноамериканци | 4.180 (57,3%) | 4.940 (64,1%) |
| Укупно            | 7.289         | 7.705         |